# Olecko-Kolonia
Olecko-Kolonia ist ein Ort in der polnischen Woiwodschaft Ermland-Masuren, der zur Stadt-und-Land-Gemeinde Olecko (Marggrabowa, umgangssprachlich auch Oletzko, 1928 bis 1945 Treuburg) im Powiat Olecki (Kreis Oletzko, 1933 bis 1945 Kreis Treuburg).

## Geographische Lage
Olecko-Kolonia liegt im Osten der Woiwodschaft Ermland-Masuren an der westlichen Stadtgrenze von Olecko.

## Geschichte
Über den Ursprung der Siedlung Olecko-Kolonia ist nichts belegt, auch nicht über eine etwaige Historie aus der Zeit vor 1945 bzw. eines deutschen Namens. Es besteht die Annahme, der Ort sei erst nach 1945 entstanden. Er ist heute in das Schulzenamt (polnisch sołectwo) Jaśki (Jaschken, 1938 bis 1945 Jesken) eingegliedert und gehört somit zum Verbund der Stadt-und-Land-Gemeinde Olecko im Powiat Olecki, bis 1998 der Woiwodschaft Suwałki, seither der Woiwodschaft Ermland-Masuren zugehörig.

## Kirche
Olecko-Kolonia ist in die katholische Pfarrkirche in Olecko im Bistum Ełk (deutsch Lyck) der Römisch-katholischen Kirche in Polen eingepfarrt. Die evangelischen Einwohner orientieren sich zu den Kirchen in Ełk bzw. Gołdap in der Diözese Masuren der Evangelisch-Augsburgischen Kirche in Polen.

## Verkehr
Olecko-Kolonia liegt an der Woiwodschaftsstraße DW 655, die die Woiwodschaft Ermland-Masuren mit der Woiwodschaft Podlachien verbindet. In unmittelbarer Nähe befindet sich auch die Kreuzung der DW 655 mit der bedeutenden polnischen Verkehrsachse, der Landesstraße DK 65 (einstige deutsche Reichsstraße 132), die vor geraumer Zeit hier als Umfahrungsstraße der Stadt Olecko neu angelegt  wurde.
Bis 1945 durchlief die Bahnstrecke Marggrabowa–Kruglanken (polnisch Olecko–Kruklanki) den Ortsbereich, die jedoch in Kriegsfolge nicht mehr in Betrieb genommen wurde. Die nächste Bahnstation heute ist der Stadtbahnhof Olecko, der heute nur noch im Güterverkehr im Teilabschnitt Ełk–Olecko der Bahnstrecke Ełk–Tschernjachowsk (deutsch Lyck–Insterburg) in Betrieb ist.